# 비닐에스테르 수지
비닐에스테르 수지(vinyl ester resin) 또는 비닐 에스테르(vinyl ester)는 에폭시 수지와 아크릴산 또는 메타크릴산의 에스테르화 반응으로 생성되는 수지이다. "비닐"기는 이러한 에스테르 치환기를 지칭하며, 중합되기 쉽기 때문에 일반적으로 억제제가 첨가된다. 디에스테르 생성물은 스티렌과 같은 반응성 용매에 중량 기준 약 35~45%의 함량으로 용해된다. 중합은 자외선 조사 또는 과산화물에 의해 생성되는 자유 라디칼에 의해 시작된다.
이 열경화성 재료는 복합 재료의 열경화성 폴리머 매트릭스로서 폴리에스테르 및 에폭시 재료의 대안으로 사용될 수 있으며, 특성, 강도 및 벌크 가격은 폴리에스터와 에폭시의 중간 수준이다. 비닐 에스테르는 폴리에스테르(약 500cps) 및 에폭시(약 900cps)보다 수지 점도(약 200cps)가 낮다.